# Il mio amico vampiro
Il mio amico vampiro (The Little Vampire) è un film del 2001 diretto da Uli Edel, tratto dai libri della serie Vampiretto di Angela Sommer-Bodenburg.

## Trama
Tony Thompson è un bambino statunitense di sei anni che si è appena trasferito dalla California in Scozia. Tony è figlio unico e vive con i suoi genitori, Dottie e  Bob, in un antico castello. Purtroppo il bambino non ha ancora stretto amicizia con nessuno dei suoi compagni di scuola ed è spesso vittima di bullismo da parte dei due nipoti di Lord McAshton, per il quale Bob, architetto, sta costruendo un campo da golf. Da quando si sono trasferiti, Tony comincia ad avere incubi ricorrenti di vampiri e, sia a casa che a scuola, tutti lo rimproverano e non credono alle sue storie sui vampiri. Una sera, mentre i genitori sono ad una festa organizzata da McAshton, Tony viene affidato alla sua babysitter.
In strada si aggira il cacciatore di vampiri Rookery che dà la caccia, col suo furgone pieno di fanali illuminati, ad un piccolo pipistrello, il quale entra nella camera di Tony e si trasforma in un bambino. Quest'ultimo tenta subito di scappare, ma essendo troppo debole, anziché volare cade nel vuoto dal balcone. Tony decide di portarlo da una mucca per fargli succhiare il sangue. Tuttavia, Tony viene accecato dai fari di Rookery, il quale ha intenzione di investirlo, convinto fosse un vampiro; viene però salvato dal vampiretto, che lo porta in volo su una mongolfiera, dove si presenta col nome di Rudolph Sackville-Bagg.
Il tempo passa e, quando la babysitter si accorge della scomparsa del bimbo, quest'ultima chiama subito i genitori, i quali trovano Tony nel proprio letto. Rudolph decide di rimanere a dormire a casa di Tony, poiché Rookery lo sta cercando nelle vicinanze, e confessa al suo nuovo amico che essere un vampiro non è bello come lui crede e che la sua famiglia ha giurato di non mangiare carne umana (ma di bere solo sangue di mucca), proprio perché loro stessi desiderano tornare umani.
Il giorno seguente, Tony viene picchiato dai suoi compagni a scuola e il papà, per consolarlo, lo porta a giocare a golf.
Al tramonto, Rudolph sparisce e, durante la notte, torna per chiedere a Tony dove avesse visto l'amuleto che aveva disegnato in un abbozzo. Tuttavia, il bambino gli rivela di averlo solo sognato e di non sapere dove si trova. Rudolph e Tony si recano volando al cimitero. Quest'ultimo spiega a Tony che quella pietra è un frammento della cometa Attamon, ossia la “cometa delle anime perse", caduto sulla terra e che i suoi genitori persero tre secoli fa in mare e utile per rompere la loro maledizione. Tuttavia, poco dopo sopraggiunge anche Rookery, il quale tenta di ucciderli, ma, grazie al coraggio di Tony si salvano. In seguito, toccando il medaglione di Frederich, Tony ha una visione, condivisa con quest'ultimo, in cui vedono lo zio di Rudolph, Von, con la pietra nella mano, e una donna, la quale si rivelerà essere Elizabeth McAshton, capostipite della famiglia McAshton.
Tony si propone di aiutare Frederick a trovare la pietra e rivela a Rudolph le umiliazioni subite dai nipoti di Lord McAshton, il quale li spaventa nel sonno, cosicché la smettano di perseguitarlo. Rookery, dopo aver avvisato McAshton che la sua proprietà è "infestata" dai vampiri, chiede una somma di denaro per ucciderli, in cambio, tuttavia, delle prove sulla loro esistenza. Tony trova finalmente lo stemma in alcuni libri, e scopre che corrisponde proprio a quello dei McAshton, così chiede a suo padre di poterlo accompagnare al lavoro per poter indagare. Al cimitero, Rookery confessa al guardiano che il suo medaglione serve per rispedire all'inferno i vampiri e, grazie alla pietra, la magia sarà completa. Per ottenere le prove che cerca, quest'ultimo manda lo sciocco guardiano nel nascondiglio sotterraneo dei vampiri, il quale viene morso da Gregory. Tuttavia, i cinque vampiri rimangono indeboliti dal faro luminoso di Rookery, e Tony si offre di ospitarli nella sua cantina. Anna, innamorata di lui, gli regala un topolino porta fortuna e si offre di prestargli aiuto tramite un fischio.
Il giorno seguente, Tony accompagna il padre al lavoro e spia Lord McAshton e Rookery, apprendendo la leggenda di Lady Elizabeth McAshton, uccisa dalla famiglia, in quanto ella si innamorò di un vampiro, naufragato con la sua nave durante una tempesta. I due scoprono, però, che la tomba della donna è vuota, e Rookery rinchiude Tony nella tomba, il quale chiede aiuto ad Anna e Rudolph e trova con il loro aiuto la tomba dei due amanti e ha una nuova visione della pietra: essa, infatti, è nascosta proprio nel pavimento della sua stanza, motivo per il quale ha sempre incubi. Intanto, i genitori di Rudolph, fingendosi ricchi aristocratici in costume, invitano Bob e Dottie a vedere la cometa. Rudolph e Tony trovano la pietra, ma Rookery sopraggiunge e cattura quest'ultimo; tuttavia, con l'aiuto delle mucche vampiro, Rudolph gli salva la vita, dirigendosi di corsa alla scogliera, dove nel frattempo il fratello di Rudolph, Gregory, è andato a chiamare gli altri vampiri. Malgrado tutto, anche Rookery si è recato sul posto con l'intento di uccidere tutti i vampiri, ma verrà spinto giù dalla scogliera da Bob. I due ragazzi affidano la pietra a Fredrick, il quale può finalmente usarla per rompere la maledizione; in questo modo tutte le creature notturne tornano finalmente comuni mortali. Alla fine del film, Rudolph e la sua famiglia decidono di trasferirsi in una casa vicino quella dei Thompson.

## Differenze tra libri e film
- I libri si svolgono in Germania ed hanno come protagonista un ragazzino tedesco di nome Anton Bonsachk
- Il nome del vampiretto è Rudiger Von Scholtterstein, curiosamente nell'edizione originale del film il nome del personaggio non è stato mutato in Rudolph come in quella italiana (notare che Rudolph è uno pseudonimo usato da Rudiger nella seconda serie di libri, intitolati Il nuovo Vampiretto)